# Yaël Pachet
Yaël Pachet, née le 24 janvier 1968 à Orléans, est une femme de lettres française.

## Biographie

### Famille et vie privée
Son grand-père paternel, mort en 1965, est un juif d’Odessa arrivé en France juste avant la Première Guerre mondiale.
Yaël Pachet est la fille de l'écrivain Pierre Pachet (1937-2016). Elle est la sœur du scientifique François Pachet (né en 1964) et la cousine de Colombe Schneck, écrivain et journaliste, et d'Antoine Schneck, photographe.
Avec l'écrivain Pierre Michon, elle a une fille prénommée Louise, née en 1998.

### Carrière littéraire et musicale
Yaël Pachet commence par publier des textes littéraires dans diverses revues : Po&sie, L’Animal, Théodore Balmoral. Elle assure également la critique des parutions musicales pour La Quinzaine littéraire, et continue à contribuer régulièrement à La Nouvelle Quinzaine littéraire,,.
Depuis 1998, elle est choriste au sein du chœur permanent d’Angers-Nantes Opéra, dans le pupitre d’alto 1.
On est bien, on a peur, son premier livre, est publié en octobre 2002 aux Éditions Verticales. Paraissent ensuite Mes établissements (Verticales, 2004) et Point de vue d’un lièvre mort (Argol, 2006).
En 2005, elle participe au recueil Écrire, pourquoi ?, publié à l'occasion de la création des éditions Argol.
Elle publie Ce que je n'entends pas en 2012 aux éditions Aden. 
En août 2019 paraît Le Peuple de mon père, récit biographique sur son père,.

## Publications
- On est bien, on a peur, éditions Verticales, coll. « Minimales », 2002
- Mes établissements, Verticales, 2004
- Point de vue d’un lièvre mort, éditions Argol, 2006
- Ce que je n'entends pas, éditions Aden, 2012
- Le Peuple de mon père, Fayard, 2019

### Autres
- Antoine Schneck (photographies), textes de Laurent Boudier et Yaël Pachet, Paris, galerie Berthet-Aittouarès, 2010  (ISBN 978-2-9529757-4-2)
- Pierre Pachet. Un écrivain aux aguets (œuvres choisies), préface d'Emmanuel Carrère, postface de Martin Rueff, notices d'introduction de Yaël Pachet, Paris, Pauvert, 2020  (ISBN 978-2-7202-1565-0)
- Emmanuelle Bollack, une vagabonde de l'intérieur, texte du catalogue d'exposition, Paris, galerie Convergences, 2023[12]